# ناحیه شمال شرقی (بوتسوانا)
ناحیه شمال شرقی (به لاتین: North-East District) یک ناحیه در بوتسوانا است که در بوتسوانا واقع شده‌است. ناحیه شمال شرقی ۵٬۱۲۰ کیلومتر مربع مساحت و ۱۶۷٬۵۰۰ نفر جمعیت دارد.